# Planchonella myrsinifolia
Planchonella myrsinifolia är en tvåhjärtbladig växtart som först beskrevs av Ferdinand von Mueller, och fick sitt nu gällande namn av Swenson, Bartish och Jérôme Munzinger. Planchonella myrsinifolia ingår i släktet Planchonella och familjen Sapotaceae. Inga underarter finns listade i Catalogue of Life.